# دستبرد (فیلم ۲۰۲۰)
دستبرد (به فرانسوی: Hold-up) فیلمی تبلیغاتی بر پایه شبه‌علم به کارگردانی پی‌یر بارنریاس محصول سال ۲۰۲۰ این فیلم دربارهٔ بیماری کووید-۱۹ است و در روز نهم نوامبر ۲۰۲۰ بر روی شبکه اینترنت منتشر شد. در حالی که در روزهای نخست این مستند جنجالی پولی بود، سازندگان آن تصمیم گرفتند برای «افشای پنهانکاری صاحبان قدرت» آن را به صورت رایگان در اختیار همگان قرار دهند.
در این فیلم نکات و گزاره‌هایی بیان می‌شود که نادرستی آن ها ثابت شده و در محقل های علمی مورد پذیرش نیستند. این فیلم در پایان ادعا می‌کند که ویروس کرونا بخشی از برنامهٔ گلوبالیست‌ها برای قتل‌عام انسان‌ها است.

## داستان
هولد-آپ با تأکید بر سیاست‌های متناقض فرانسه دربارهٔ ماسک شروع می‌شود؛ حقیقتی که هیچ‌کس و حتی دولت امانوئل ماکرون توان پاسخگویی به آن را ندارد. در جریان موج اول شیوع ویروس کرونا، فرانسه با وجود الزام قانونی به داشتن ذخایر عظیم ماسک‌های جراحی و ان۹۵، به خاطر فروش تدریجی، مانند بسیاری دیگر از کشورهای جهان با قحطی ماسک روبه‌رو شد. دولت در زمان قرنطینه اول تأکید می‌کرد که زدن ماسک برای غیربیماران نه تنها ضرورتی ندارد، بلکه ممکن است مضر هم باشد. بعد از خرید و تولید کافی ماسک، نپوشاندن صورت در این کشور تا ۱۳۵ یورو جریمه دارد.
ماجرای استفاده و ممنوعیت استفاده از هیدروکسی کلروکین، داروی تجویزی پروفسور دیدیه رائولت بخش بزرگی از این مستند را به خود اختصاص می‌دهد. این باور به‌شکل گسترده در میان شهروندان فرانسوی وجود دارد که بدون انجام یک تحقیق علمی جامع، ممنوعیت تجویز این داروی پرسابقه ضدویروس، تنها برای بازرگرمی رمدیسیور، داروی پیشنهادی شرکت گیلئاد ایالات متحده صورت گرفته‌است. هولد-آپ با انگشت گذاشتن بر تحقیقات ناقص مجله علمی لانست و رد مقاله این ژورنال تراز اول پزشکی، دو روز پس از انتشار، بر این نتیجه‌گیری تأکید می‌کند.
محدودیت‌های حقوق و آزادی‌های شهروندان در جریان قرنطینه سراسری در گفتگو با چند وکیل، حقوقدان و نماینده مجلس شورای ملی فرانسه مطرح می‌شود. دست‌کم یک وکیل و یک جامعه‌شناس هشدار می‌دهند که قوای اجرایی «قدر قدرت» فرانسه که محصول قانون اساسی جمهوری پنجم است، با تکیه بر هراس شهروندان، روند از بین بردن آزادی‌ها را شروع کرده و اگر با واکنش مناسبی روبه‌رو نشود، این رویکرد را به شدت ادامه خواهد داد.
ناکامی سازمان جهانی بهداشت، سخنان ضد و نقیض مقام‌های بهداشت و درمان کشورهای توسعه‌یافته و از جمله ایالات متحده آمریکا، فرانسه و بریتانیا دربارهٔ شیوع کرونا و نحوه مقابله با آن، از دیگر بخش‌های این مستند جنجالی است.
در حالی‌که انتقاد از عملکرد دولت‌ها و سازمان‌های بین‌المللی در رویارویی با این بیماری نوظهور برای انسان قرن بیست و یکم امری طبیعی و حتی بدیهی به‌نظر می‌رسد، هولد-آپ پا را از این فراتر می‌گذارد و با انتساب خلق ویروس کرونا به انستیتو پاستور فرانسه، حمل آن به شهر ووهان چین، مسئله ازدیاد جهانی جمعیت، بحران‌های ساختاری دولت‌های معاصر، پول‌های مجازی و… پازلی را می‌چیند که سرانجامش باور به این تئوری توطئه می‌رسد که «قدرتمندان پنهان جهان»، «دست‌های پشت پرده»، «شرکت‌های داروسازی فراملی با همکاری سیلیکون ولی»، بیل گیتس، بنیاد راکفلر و با تئوری‌های یووال نوح هراری، درصدد از بین بردن بخش بزرگی از جمعیت فرودستان جهان و برقراری حکمرانی غیر دموکراتیک خود هستند. اگر «مردم» کوچه و بازار امروز در برابر این توطئه ایستادگی نکنند، فردا هیچ پاسخی برای فرزندان خود نخواهند داشت.
هولد-آپ با نمونه (فکت)های قابل قبول شروع می‌شود و در پایان به بیننده می‌گوید که ویروس کرونا بخشی از برنامه گلوبالیست‌ها برای قتل‌عام و گذار به ابرانسان است.